# 南昌大学抚州医学院
抚州医学院（筹）是一所计划中位于中国江西省抚州市的非营利性的民办医学类高等院校，原本是南昌大学的五个校区之一。

## 历史沿革
抚州医学院的历史可以追溯至1958年创办的赣东大学医疗系，1978年改建为江西医学院抚州分院，为大专层次学院；2005年随江西医学院一起并入南昌大学；并于2014年正式更名为南昌大学抚州医学院，当时为南昌大学所属具有独立事业法人资格的二级学院；2019年10月，南昌大学抚州医学院移交抚州市政府管理。2020年，抚州市人民政府与位于浙江省宁波市的奧克斯集團签署了办学改制协议，旨在将学校建成由政府主导、社会资本主办的民办高等院校。

## 相关链接
- 南昌大学抚州医学院 （页面存档备份，存于）